# NHK 마쓰모토 지국

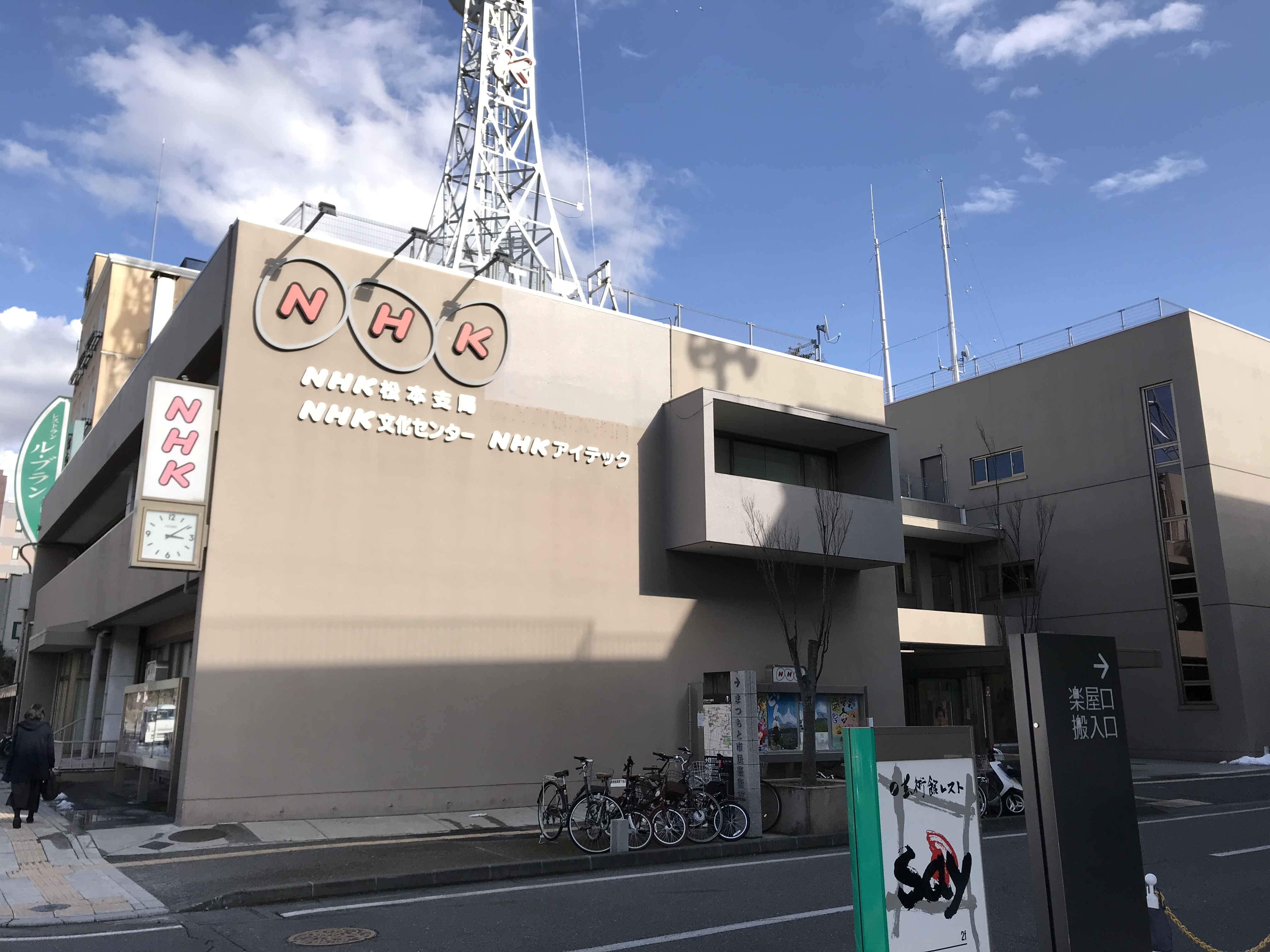

NHK 마쓰모토 지국(松本 支局)은 NHK 나가노 방송국 산하에 있는 지국으로 주로 나가노현 중남부를 대상으로 뉴스 취재, 수신료 징수등을 담당하고 있다.
1938년 12월 24일 개국한 마쓰모토 방송국이 전신으로 라디오 제1방송을 중심으로 자사제작 프로그램도 방송했지만 1988년 NHK 조직통폐합으로 인해 마쓰모토 지국이 되었다.

## 채널·주파수
- 종합 텔레비전　28ch
- 교육 텔레비전　32ch
- 라디오 제1방송　 540kHz(구JOSG→현재는 호출 부호 없음)
- 라디오 제2방송　1512kHz(구JOSC→현재는 호출 부호 없음)
- FM 방송　 84.8MHz